# 興禅寺 (犬山市)
興禅寺（こうぜんじ）は、愛知県犬山市羽黒字城屋敷16にある臨済宗妙心寺派の寺院。山号は妙国山。本尊は釈迦如来。

## 由緒
承安4年（1174年）、梶原景時が羽黒村の下大日に真言宗の寺院として光善寺を創建したのが始まりとされる。文明8年（1476年）、梶原景綱によって臨済宗妙心寺派の寺院となり、寺号も興禅寺に改めて再興された。天正12年（1584年）、小牧・長久手の戦いの羽黒合戦で全山焼失するも、慶長7年（1602年）には犬山城主であった小笠原吉次によって羽黒城址に移転し再興された。
文化13年（1830年）には庫裏が建てられた。1893年（明治26年）には本堂が建てられた。1939年（昭和14年）には山門が建てられた。2006年（平成18年）8月3日には本堂、庫裏、山門が登録有形文化財に登録された。

## 境内
- 本堂
- 庫裡
- 山門
- 半蔵坊 - 元禄14年（1701年）造営。
- 北向き地蔵尊
- 石碑「開基梶原景時公」
- 石碑「松浦浅吉先生之像」

## 文化財

### 登録有形文化財
- 本堂 - 1893年（明治26年）造営[2]。木造平屋建、瓦葺[3]。左右に3室が縦に2列並ぶ六間取平面であり、南・東・西の3面に入側を有する[3]。方丈形式の本堂で二重屋根なのは珍しいとされる[3]。
- 庫裡 - 文化13年（1830年）造営[4]。木造平屋一部2階建、切妻造、瓦葺[5]。本堂の東側にあり、本堂に近い接客部と本堂から遠い居住部に二分される[5]。
- 山門 - 1939年（昭和14年）造営[6]。切妻造、本瓦葺[7]。四脚門の山門である[7]。左右に築地塀が廻らされている[7]。

## ギャラリー

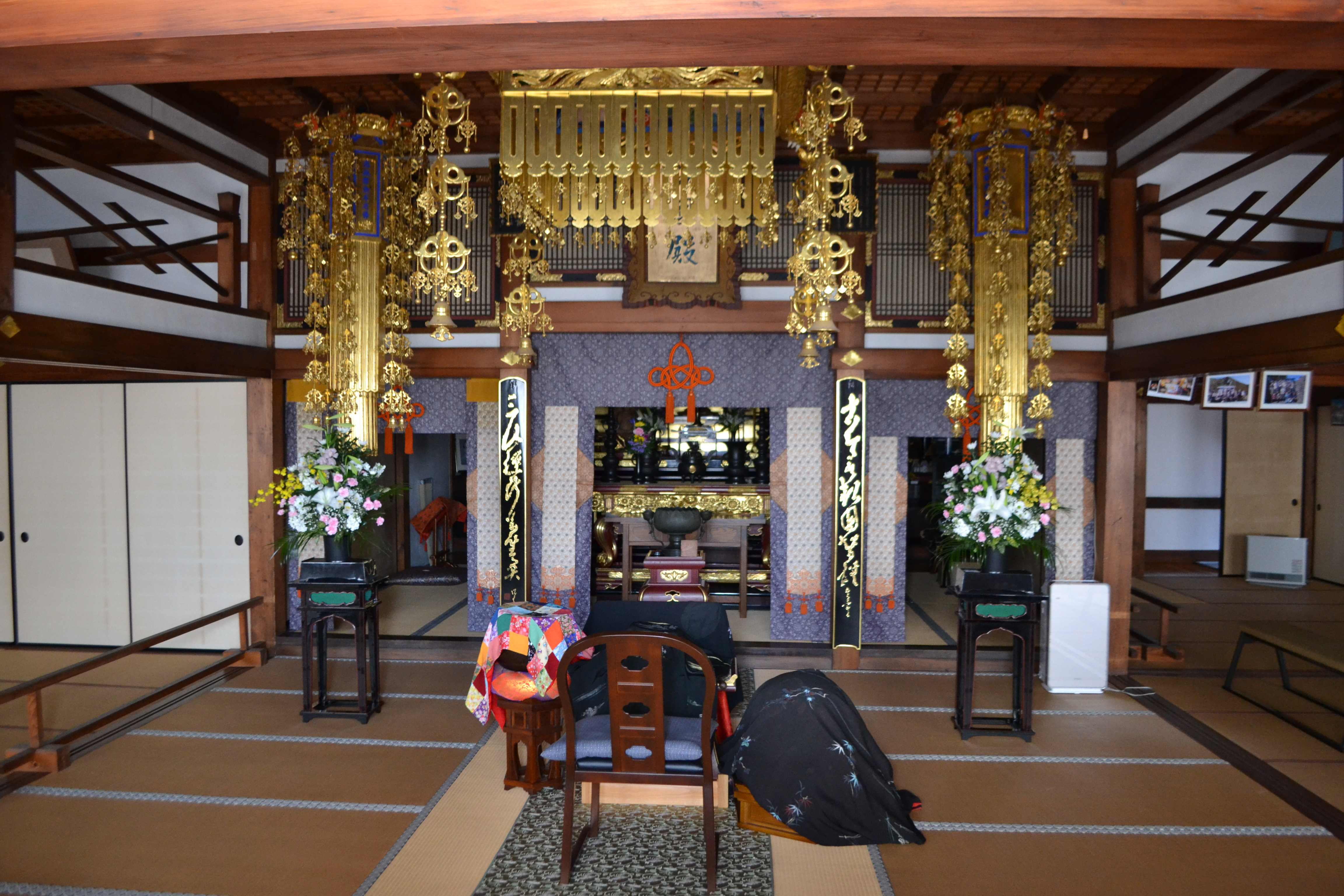
内陣
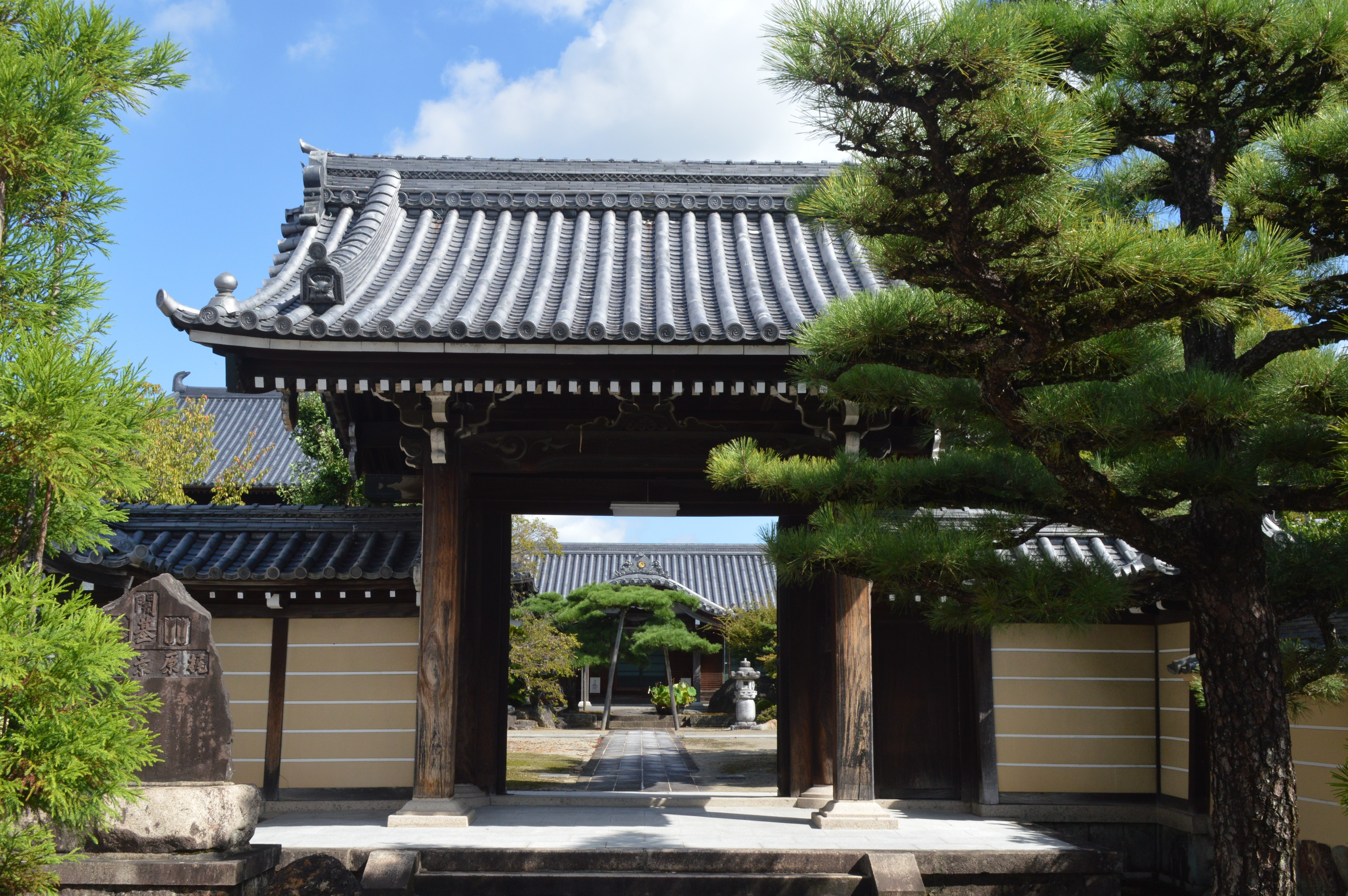
山門
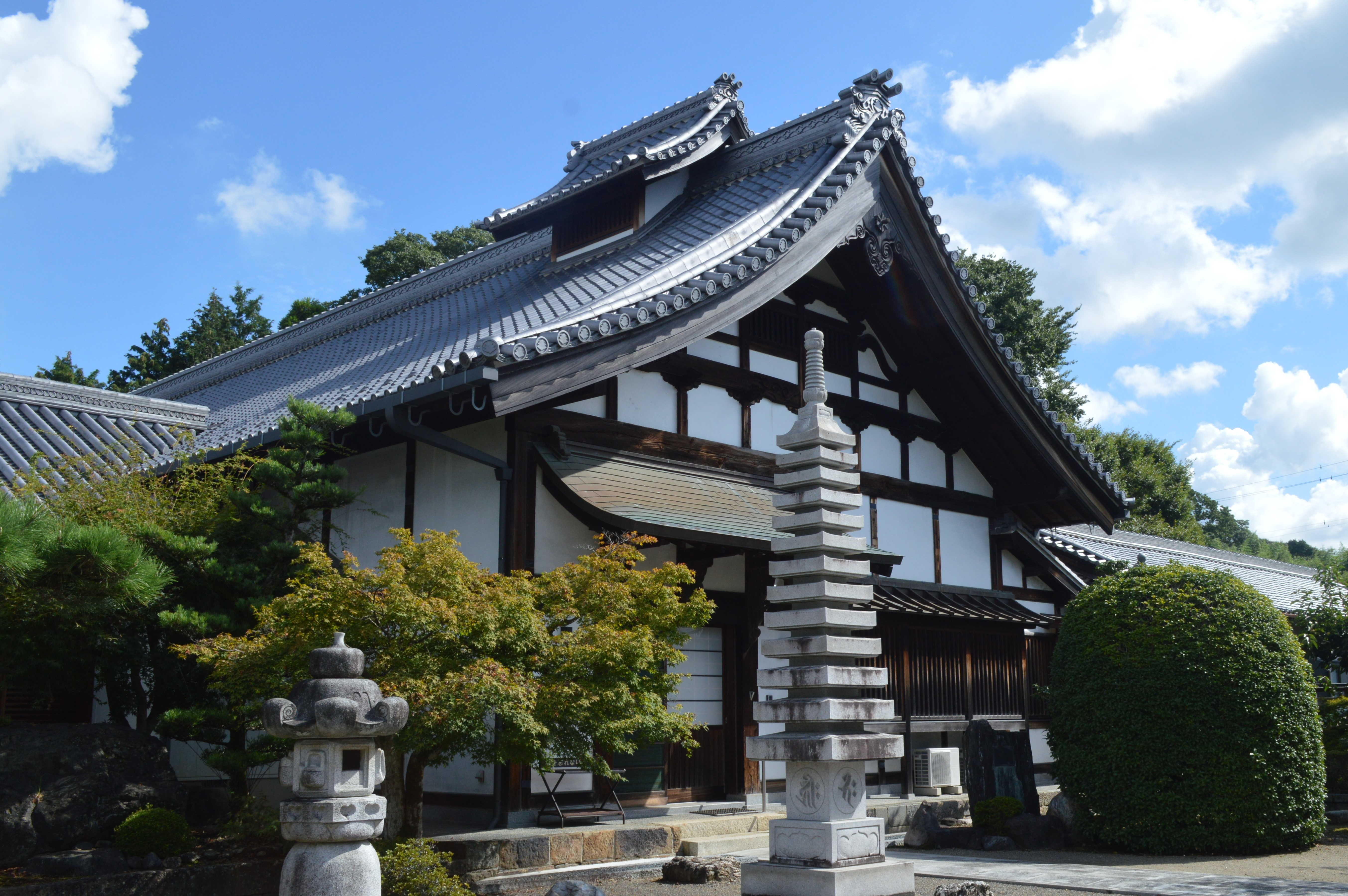
庫裡
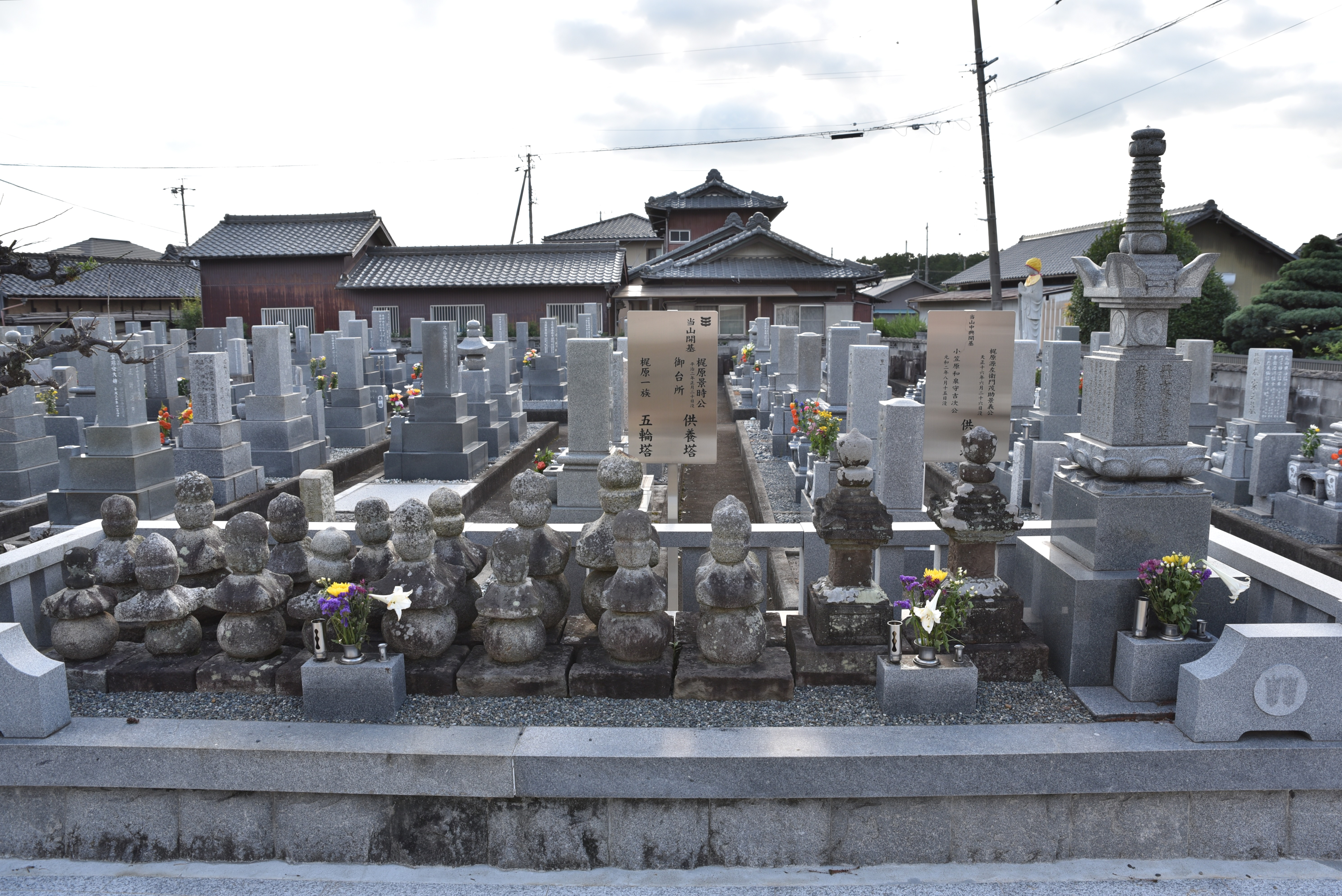
梶原景時夫妻の供養塔や梶原一族の五輪塔など
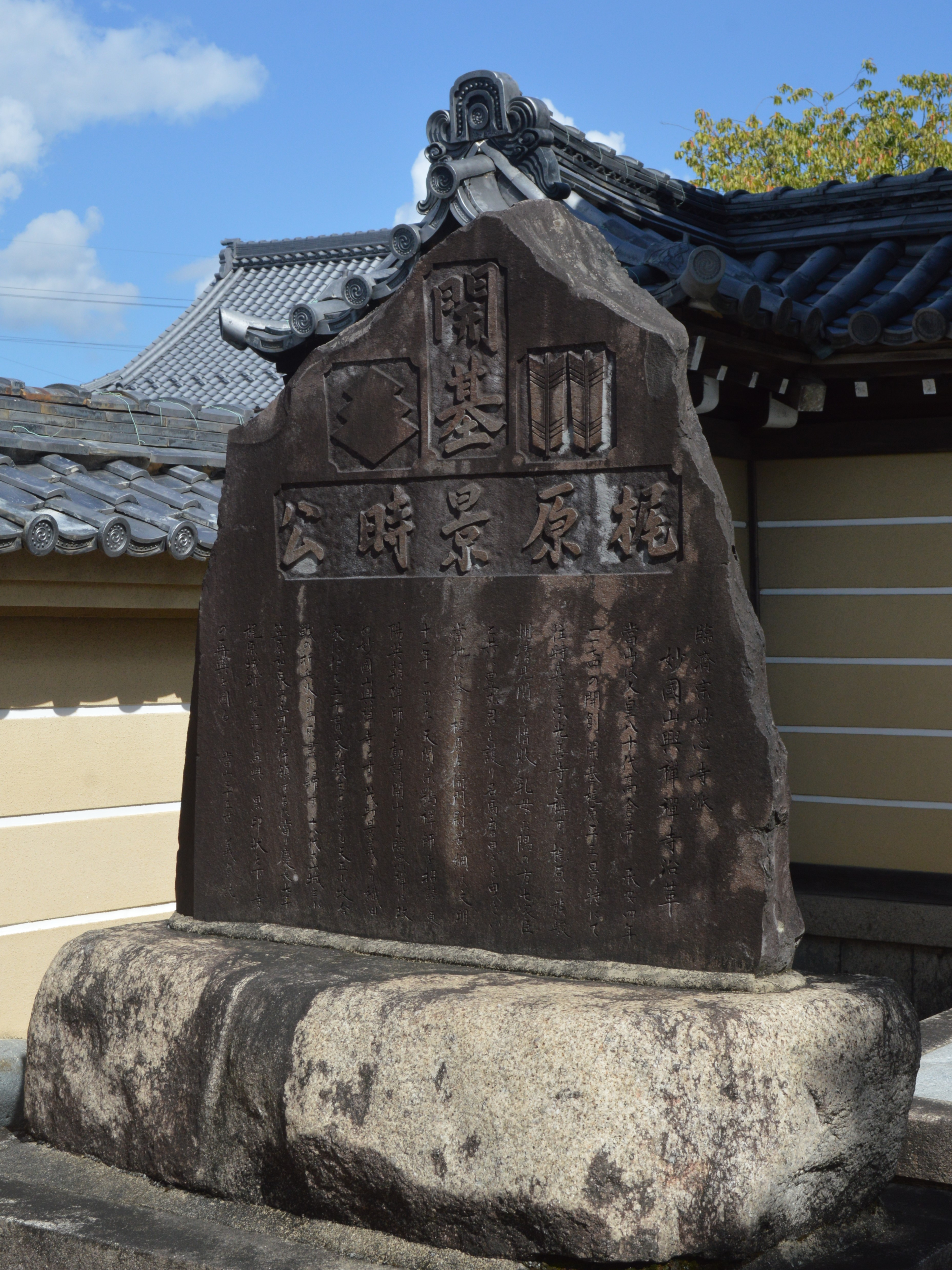
石碑「開基梶原景時公」
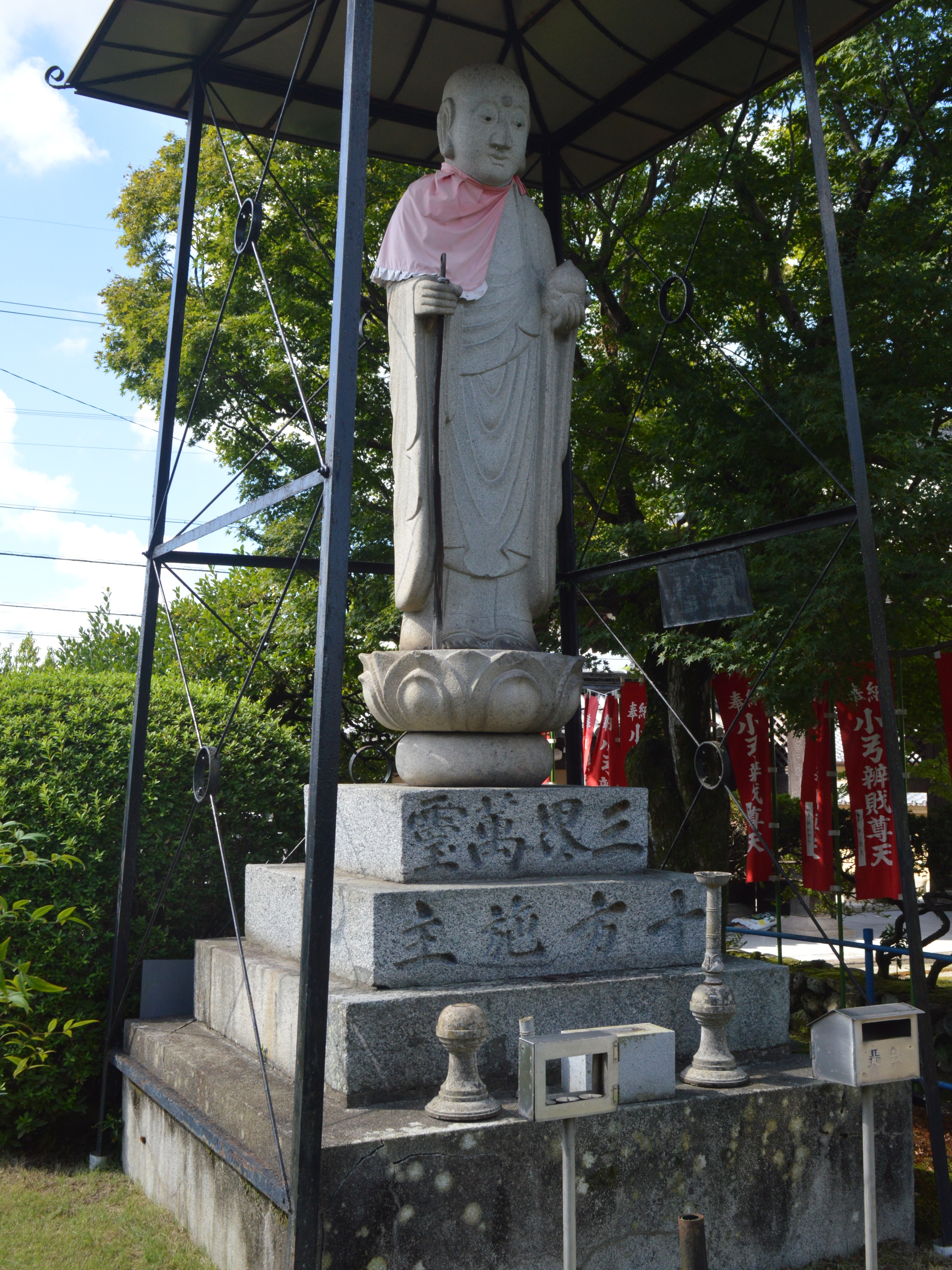
北向き地蔵尊
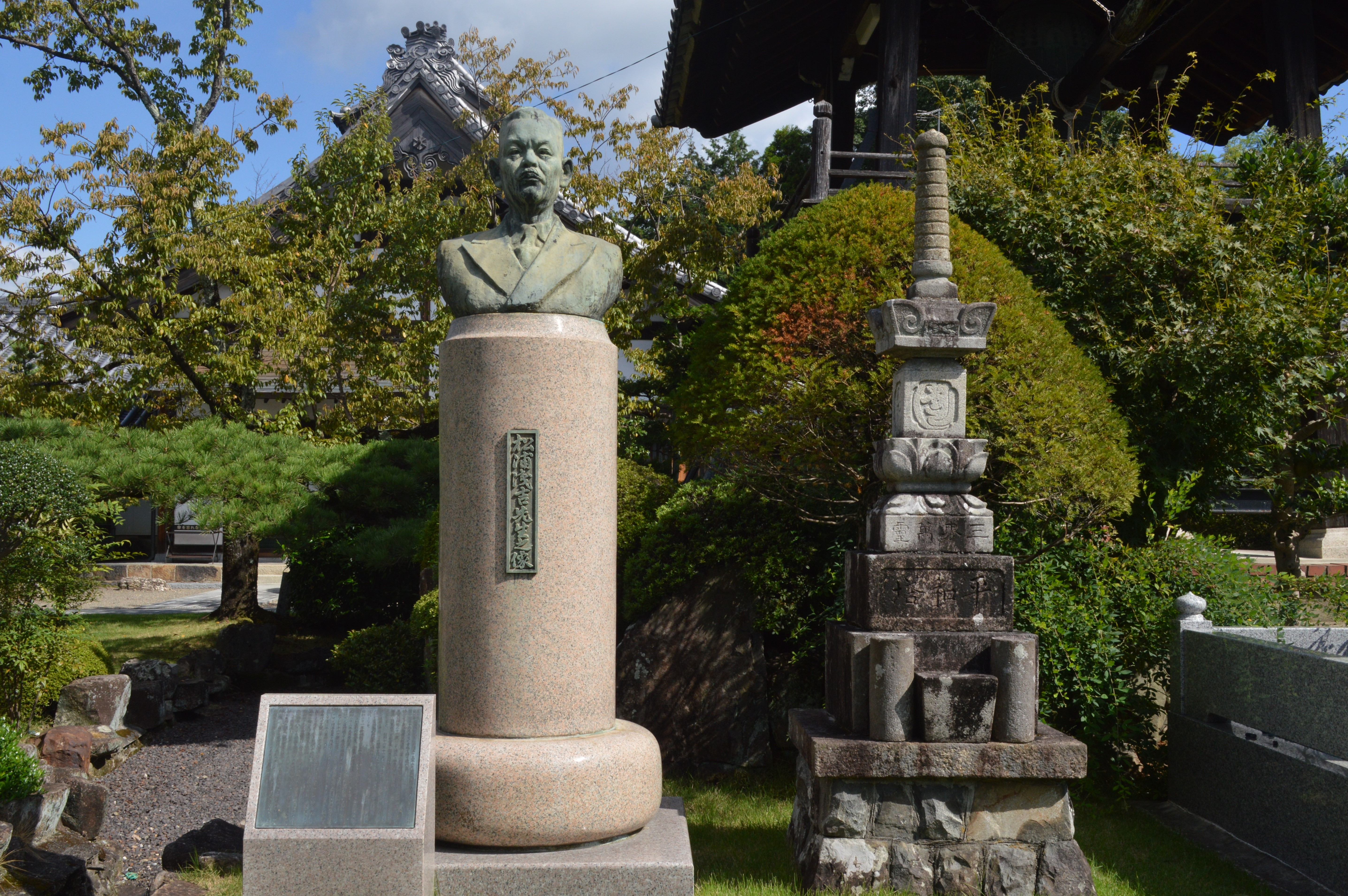
石碑「松浦浅吉先生之像」
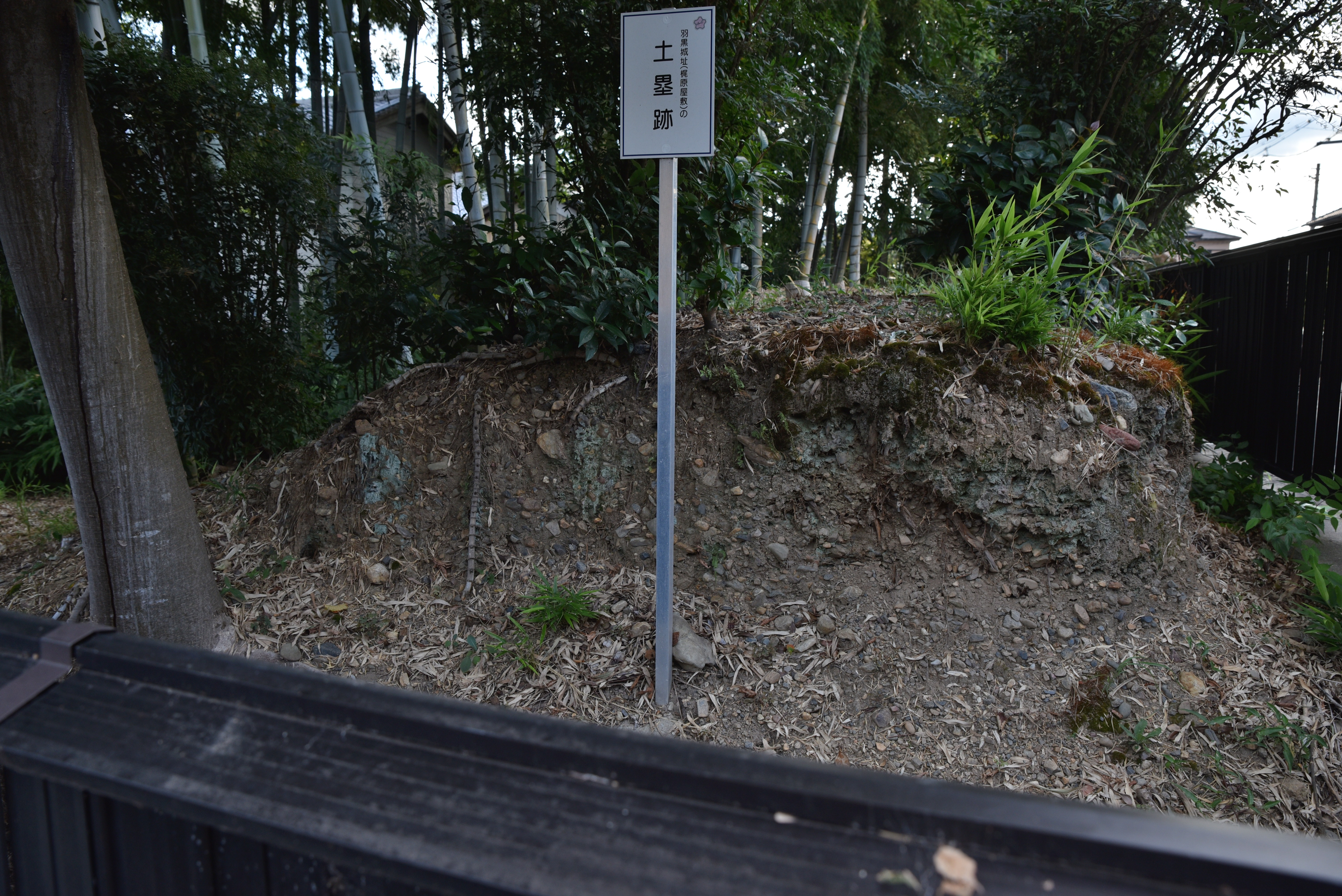
境内にある羽黒城の土塁跡